# Richard Shindell
Richard Shindell (3 de agosto de 1960) es un cantautor folk estadounidense. Shindell creció en Port Washington, Nueva York. Vive en Buenos Aires, Argentina, con su esposa, una profesora universitaria, y sus hijos.
Sus composiciones a menudo implican contar historias desde un punto de vista en primera persona: un funcionario del INS y el inmigrante ilegal en "Pesca", un soldado de la Segunda Guerra Mundial en "Punto de Sparrow", un drummerboy confederado en "punta de flecha", una abuela argentina en "Abuelita ", y un corredor de poder en "Confesión". Otros de sus personajes incluyen un controlador de la ciudad de Nueva York en la cabina "Última Tarifa del Día," un hombre en el corredor de la muerte en "Ascenso", una viuda de la guerra civil en "Reunion Hill", y María Magdalena.
La carrera de Shindell recibió un impulso en 1997 cuando Joan Baez registró tres de sus canciones ("Pesca", "Reunion Hill" y "Dinero para Inundaciones") para su álbum Pasado de peligro e invitó al aspirante a cantante y compositor a unirse a su gira desde 1997 hasta 1998.
Shindell colaboró con Dar Williams y Lucy Kaplansky para formar el grupo Cry Cry Cry. En su álbum homónimo de 1998, Cry Cry Cry, cubierto una mezcla ecléctica de compositores, de la conocida (REM) a la menos conocida (cantante popular James Keelaghan). El trío recorrió en apoyo de su álbum antes de reanudar sus carreras en solitario. Shindell y Kaplansky han realizado a menudo en vivo juntos en los años posteriores.
Una grabación de canciones de la cubierta, al sur de Delia, fue lanzado el sitio web de Shindell en marzo de 2007. Un álbum de material original, no lejos Ahora, aparecido en 2009. 13 Canciones usted puede o no puede haber oído antes, una compilación de versiones anteriores reelaborado y algo de material nuevo, seguido en 2011.
Shindell y Lucy Kaplansky han reunido para colaborar en un nuevo álbum de covers, Mañana va, financiado a través de Kickstarter, y lanzado en marzo de 2015.

## Discografía
- Sparrows Point (Shanachie, 1992)
- Blue Divide (Shanachie, 1994)
- Reunion Hill (Shanachie, 1997)
- Cry Cry Cry (Razor & Tie, 1998), con Dar Williams y Lucy Kaplansky
- Somewhere Near Paterson (Signature Sounds, 8 de febrero de 2000)
- Courier (Signature Sounds, 12 de febrero de 2002)
- Vuelta (Koch Records, 24 de agosto de 2004)
- South of Delia (Richard Shindell Music, 2007)
- Live at the Chandler Music Hall, Randolph, VT (2007) [Descrito como Archive Series #1, grabación limitada de un concierto del 11 de noviembre de 2006]
- Not Far Now (Signature Sounds, 2009)
- 13 Songs You May Or May Not Have Heard Before (Amalgamated Balladry, 2011)
- Tomorrow You're Going (2014), con Lucy Kaplansky (The Pine Hill Project)

EPs:
- Scenes from a Blue Divide (Shanachie, 1995)
- Spring (Signature Sounds 1256-2, 2000). Contains "Spring" (single edit), "Confession" (acoustic version), "Shades of Black, Shades of Blue" (Charles Lyonhart), and "Spring/Summer Reel" (album version)
- 3x2 Sampler (Signature Sounds, 2000). Contains "Beyond the Iron Gate" (alternate version), "Abuelita", and "Transit" (album versions). Also contains three songs by Peter Mulvey.
- The Sonora Sessions (Signature Sounds, 2001)
- Mariana's EP (Amalgamated Balladry, 2009)

Various artists compilations:
- Main Stage Live: Falcon Ridge Folk Festival (Signature Sounds 1253, 1999). Contiene versión en vivo de "Paddy's Green Shamrock Shore" (tradicional arreglo de R. Shindell).
- Wonderland: A Winter Solstice Celebration (Signature Sounds 1266, 2002). Contiene a "Before You Go".
- The Folk Next Door: A Collection of Connecticut Roots Music (WWUH 1992). Contiene versión en vivo de "Home Team".